# (37841) 1998 DQ4
1998 DQ4 (asteroide 37841) é um asteroide da cintura principal. Possui uma excentricidade de 0.08533790 e uma inclinação de 7.45846º.
Este asteroide foi descoberto no dia 22 de fevereiro de 1998 por NEAT em Haleakala.